# 28 Весов
28 Весов (лат. 28 Librae, HD 136366) — одиночная звезда в созвездии Весов на расстоянии приблизительно 554 световых лет (около 170 парсеков) от Солнца. Видимая звёздная величина звезды — +6,17m.

## Характеристики
28 Весов — жёлтый гигант или яркий гигант спектрального класса G8II/III. Радиус — около 14,47 солнечных, светимость — около 137,05 солнечных. Эффективная температура — около 4931 К.